# Ивановка (Зубово-Полянский район)
Ивановка — деревня в Зубово-Полянском районе Мордовии России. Входит в состав Мордовско-Полянского сельского поселения.

## История
Основана во второй половине XIX века.

## Население
| 2002 | 2010 |
| ---- | ---- |
| 54   | ↘35  |

Национальный состав
Согласно результатам Всероссийской переписи населения 2002 года, в национальной структуре населения мордва-мокша составляли 100 %.